# کمیته المپیک جمهوری دومینیکن

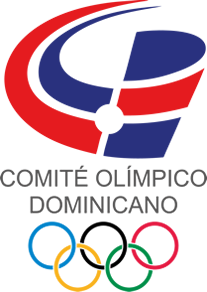
نماد رسمی کمیته المپیک جمهوری دومینیکن

کمیته المپیک جمهوری دومینیکن (انگلیسی: Dominican Republic Olympic Committee) یک سازمان ورزشی است که نماینده کشور جمهوری دومینیکن در کمیته بین‌المللی المپیک می‌باشد.
این سازمان که در سال ۱۹۴۶ تأسیس شده مسئول آماده‌سازی و اعزام ورزشکاران به بازی‌های المپیک، بازی‌های المپیک جوانان و بازی‌های پان امریکن است.